# Marta Oliveres
Marta Oliveres (Barcelona, 1960) és una gestora cultural catalana, especialitzada en arts escèniques. Va iniciar-se en el món de les arts escèniques durant la dècada dels anys vuitanta del segle xx, treballant com a road manager dels Comediants. Potseriorment també ho faria per La Fura dels Baus. Posteriorment també s'ha dedicat a la producció i gestió de companyies, entre les quals s'inclouen la Fura dels Baus, Comediants o Carles Santos. Ha col·laborat amb la Universitat de Girona, d'Alcalà i a la de Castella-la-Manxa, i ha treballat com a cap de l'àrea de creació de l'Institut Ramon Llull.